# Chorina obliquenotata
Chorina obliquenotata es un coleóptero de la familia Chrysomelidae.
Fue descrita científicamente en 1865 por Clark.